# 若井康彦
若井 康彦（わかい やすひこ、1946年3月1日 - ）は、日本の政治家、都市計画家。
衆議院議員（3期）、国土交通大臣政務官（野田第3次改造内閣）を歴任した。

## 来歴
千葉県佐倉市生まれ。市川市立冨貴島小学校、千葉大学教育学部附属第一中学校（現：千葉大学教育学部附属中学校）、東京教育大学附属高等学校（現：筑波大学附属高等学校）を経て、1965年、東京大学工学部に入学。1969年3月、同大学都市工学科卒業<。大学卒業後、株式会社日本設計に入社し、新宿新都心計画や江東防災再開発事業に携わった他、返還前の沖縄県での那覇新都心計画にも関わった。1973年、同社を退社。1976年、地域計画研究所を設立し、都市計画家の立場からまちづくりや過疎化対策に取り組む。1996年、財団法人阿蘇地域振興デザインセンターの事務局長に就任。
2001年3月、千葉県知事選挙に民主・社民・連合千葉の推薦を受けて無所属で立候補したが、元参議院議員の堂本暁子（当選）、同じく元参議院議員で自民・公明推薦の岩瀬良三（のちに佐原市長に当選）の後塵を拝し、得票数3位で落選する。
2002年10月、元参議院議長の井上裕が公設秘書の贈収賄事件の責任を取って参議院議員を辞職したために実施された参議院千葉県選挙区補欠選挙に、政治団体「クリーン千葉政治円卓会議」から擁立され立候補。千葉県知事選で推薦を受けた民主、社民両党に加え、自由党、無所属の会、みどりの会議、市民ネットワーク・千葉県の推薦を受けたが、自民党公認の椎名一保に敗れ、再び落選した。その後、民主党に入党。
2003年、第43回衆議院議員総選挙に民主党公認で千葉13区から立候補。選挙区では自民党公認の実川幸夫に敗れたが、重複立候補していた比例南関東ブロックで復活し、初当選した。2005年の第44回衆議院議員総選挙では、千葉13区で再び実川に敗れ、比例復活もならず落選する。2009年の千葉県知事選挙では一旦立候補の意向を表明したが、最終的には立候補を辞退した（民主党は、いすみ鉄道社長を辞任して立候補した吉田平を推薦したが、吉田は森田健作に敗れた）。同年の第45回衆議院議員総選挙では、千葉13区で自民党前職の実川を破り、初めて選挙区で当選した。
2012年10月、野田第3次改造内閣で国土交通大臣政務官に任命される。同年の第46回衆議院議員総選挙では、千葉13区で自民党新人の白須賀貴樹に敗れたが、重複立候補していた比例南関東ブロックで復活し、3選。
2014年の第47回衆議院議員総選挙では、千葉13区は民主・維新間の候補者調整が行われた。前回若井と共に比例復活を果たした維新の党（当選時は日本維新の会）の椎木保は大阪2区に国替え、若井に一本化されるも、落選。比例復活もできなかった（惜敗率67.2%）。その後は民進党
や国民民主党で党千葉県総支部連合会顧問を務める。
2017年4月29日付の春の叙勲で、旭日中綬章を受章。

## 政策・主張
- 日本国憲法の改正、集団的自衛権の行使を禁じた内閣法制局の憲法解釈の見直しに反対[5]。
- 日本の核武装について「将来にわたって検討すべきでない」としている[5]。
- 2012年の時点では原子力規制委員会の新基準を満たした原子力発電所の再稼働に賛成と述べたが[5]、それから2年後の新聞のアンケートには「原発は日本に必要ではない」と答えている[6]。
- 選択的夫婦別姓制度導入について、「どちらとも言えない」としている[7]。